# -۳۰-
-۳۰- به‌طور سنتی توسط روزنامه نگاران در آمریکای شمالی برای نشان دادن پایان داستان یا مقاله ای که برای ویرایش و حروف‌چینی ارسال می‌شود استفاده می‌شود. معمولاً هنگام نوشتن در سررسید و ارسال بیت‌هایی از داستان در یک زمان، از طریق تلگراف، تله تایپ، ارسال الکترونیکی یا کپی کاغذی، به عنوان راهی ضروری برای نشان دادن پایان مقاله استفاده می‌شود. همچنین در پایان انتشارات مطبوعاتی یافت می‌شود.

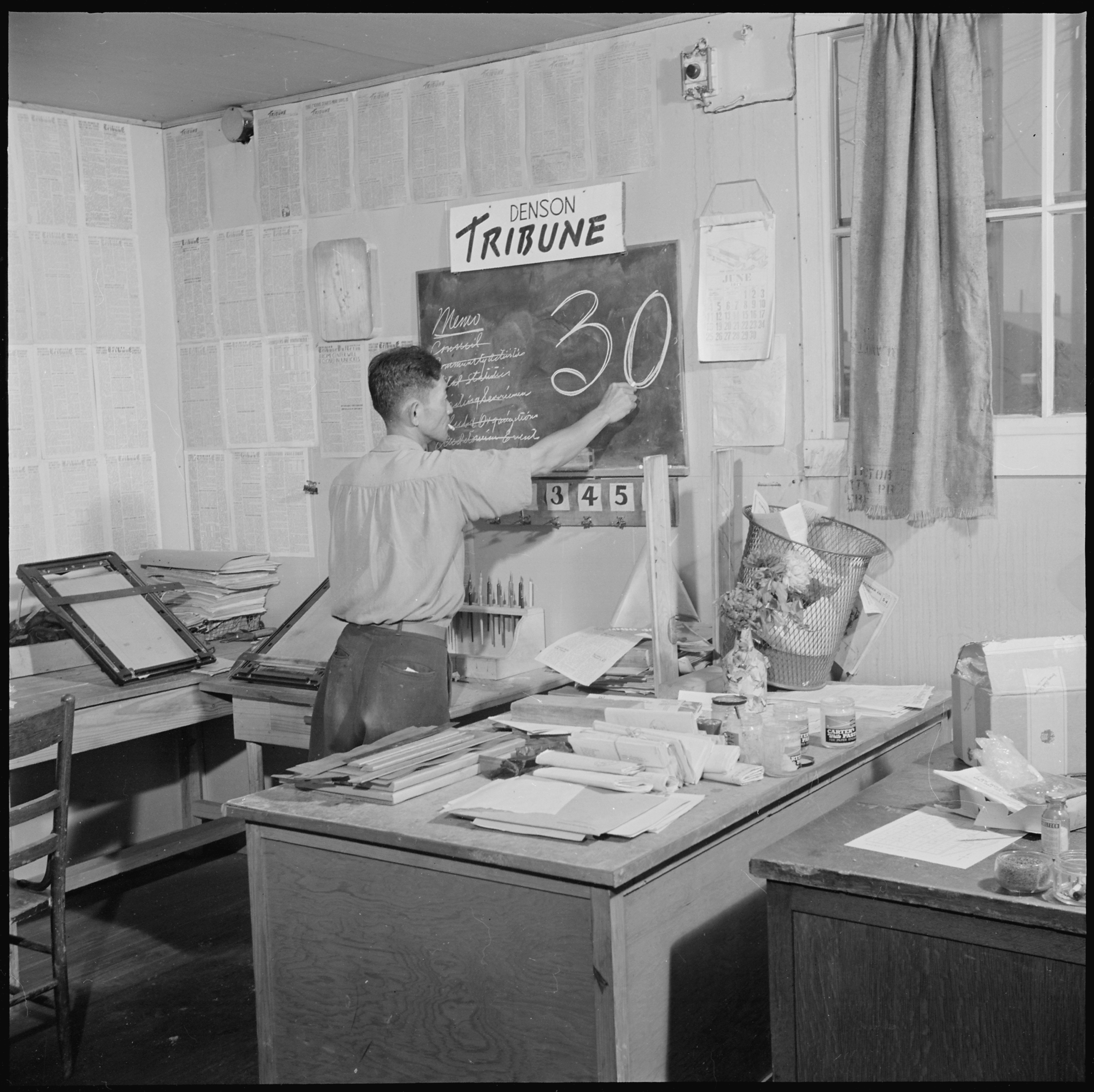
هری شیرامیزو، سردبیر روزنامه نیمه هفتگی مرکز جابجایی جنگ جروم، پس از چاپ آخرین نسخه، چند روز قبل از بسته شدن اردوگاه توقیف ژاپنی-آمریکایی (ژوئن ۱۹۴۴) به وجود این نشریه پایان می‌دهد.

منشأ این اصطلاح ناشناخته است. یک نظریه این است که استخدام روزنامه‌نگاری ۳۰- از استفاده از شماره در دوران جنگ داخلی آمریکا در کد ۹۲ اختصار تلگرافیک نشات گرفته است، جایی که نشان دهنده پایان یک مخابره است و هنگامی که در کد فیلیپس اختصارات و علامت‌های کوتاه توسط سرویس مطبوعاتی که برای استفاده رایج توسعه داده شده بود، مورد لطف بیشتری قرار گرفت. اپراتورهای تلگراف آشنا با سیگنال‌های سیم عددی مانند کد ۹۲ از این کدهای راه‌آهن برای ارائه دستورالعمل‌های لجستیکی و سفارش‌های قطار استفاده می‌کنند و آنها را برای یادداشت اولویت مقاله یا تأیید ارسال و دریافت آن تطبیق می‌دهند. این فراداده گهگاه زمانی که حروف‌نویس‌ها کدها را در روزنامه‌ها وارد می‌کردند، به صورت چاپی ظاهر می‌شد، به‌ویژه کد (نه بیشتر - پایان) «No more – the end» که به‌عنوان «۳۰-» در ماشین تحریر ارائه می‌شد.